# ترخس مدبب العنق
ترخس مدبب العنق (الاسم العلمي:Trechus acuticollis) هو نوع من الحشرات يتبع جنس الترخس من فصيلة الخنافس الأرضية.